# Bill Goodwin
Bill Goodwin (28 de julio de 1910 - 9 de mayo de 1958) fue un actor y locutor estadounidense, conocido por su trabajo regular en el programa radiofónico de George Burns y Gracie Allen y el subsiguiente programa televisivo The George Burns and Gracie Allen Show, en el cual trabajó entre 1950 y 1951, siendo sustituido por Harry von Zell.

## Biografía
Nacido en San Francisco (California), Goodwin era conocido por promocionar frecuentemente los productos de los patrocinadores de sus shows (Swan Soap o Maxwell House, entre otros, en la radio, y leche evaporada Carnation en la televisión), siendo muy efectivo para integrar los anuncios comerciales dentro de los guiones de sus shows. 
Goodwin ocasionalmente presentó otros shows teatrales y televisivos, incluyendo entre ellos Penny to a Million y Dollar a Minute. Su último trabajo como locutor tuvo lugar en el programa de la NBC The Bob Hope Show (1953-1955). 
Además, Goodwin trabajó para el cine, interviniendo en varias películas, entre las cuales se incluyen The Jolson Story (1946), Jolson Sings Again (1949) y The Big Beat (1958), en esta última con un habitual de Burns y Allen, Hans Conried. En The Stork Club (1945) interpretó a Sherman Billingsley, fue un detective de hotel en la película de Alfred Hitchcock Spellbound (también de 1945), y actuó junto a Doris Day en Tea for Two (1950). Su último papel de importancia fue el de narrador de la producción televisiva de dibujos animados Gerald McBoing-Boing.
Bill Goodwin falleció en 1958 en Palm Springs, California, a causa de un infarto agudo de miocardio. Tenía 47 años de edad. Fue enterrado en el Cementerio Desert Memorial Park de Cathedral City, California. Su hijo, Bill Goodwin, se dedicó a la música de jazz tocando la batería.

## Selección de su filmografía
- Wake Island (1942)
- Bathing Beauty (Escuela de sirenas) (1944)
- Incendiary Blonde (1945)
- Spellbound (1945)
- The Stork Club (1945)
- To Each His Own (1946)
- House of Horrors (1946)
- The Jolson Story (1946)
- So This Is New York (1948)
- It's a Great Feeling (1949)
- Jolson Sings Again (1949)
- Tea for Two (1950)
- The First Time (1952)
- The Atomic Kid (1954)
- The Opposite Sex (1956)
- Bundle of Joy (1956)